# Solenne Figuès
Solenne Figuès (ur. 6 czerwca 1979 w Villepinte) – była francuska pływaczka specjalizująca się w stylu dowolnym, medalistka olimpijska, mistrzostw Świata i Europy.